# Heather Morris (Autorin)
Heather Morris (* 1953 in Te Awamutu, Neuseeland) ist eine neuseeländische Autorin.

## Leben
Heather Morris wurde in Te Awamutu geboren und wuchs dort auf. Nach dem Schulabschluss zog sie nach Melbourne, wo sie im Bereich Sozialarbeit tätig war. Während dieser Zeit besuchte sie Kurse in Kreativem Schreiben und Drehbuchschreiben. Sie arbeitete viele Jahre im öffentlichen Dienst, während sie an ihren Schreibprojekten arbeitete.
Neben ihrer schriftstellerischen Tätigkeit engagiert sie sich für die Bewahrung der Erinnerungen an den Holocaust und arbeitet eng mit Überlebenden und deren Familien zusammen. Ihr Ziel ist es, die Geschichten dieser Menschen zu erzählen und schriftlich zu überliefern. International bekannt wurde sie durch ihren Bestseller „The Tattooist of Auschwitz“. Ihre Werke wurden in über 45 Sprachen übersetzt.
Heather Morris lebt in Melbourne.

## Werk
Die Idee zu ihrem Debütroman „The Tattooist of Auschwitz“ entstand durch ein zufälliges Treffen mit Lale Sokolov, einem Holocaust-Überlebenden. Sokolov erzählte Morris seine Geschichte, die sie zunächst als Drehbuch verfasste. Später entschied sie sich, die Geschichte als Roman zu schreiben, der 2018 veröffentlicht wurde. Das Buch basiert auf den Erlebnissen von Lale Sokolov, der im Konzentrationslager Auschwitz-Birkenau gezwungen wurde, Häftlinge zu tätowieren.
Nach dem Erfolg ihres Debütromans veröffentlichte Morris 2019 „Cilka’s Journey“, eine Fortsetzung, die die Geschichte von Cilka Klein, einer Nebenfigur aus ihrem ersten Buch, weiterführt. Ihr drittes Buch, „Three Sisters“ erschien 2021 und erzählt die Geschichte von drei slowakischen Schwestern, die das Konzentrationslager überlebten. Auch dieses Werk basiert auf wahren Begebenheiten und baut auf Morris’ detaillierten Recherchen und Interviews mit Überlebenden auf.
Ein zentrales Thema in Morris’ Arbeiten ist die menschliche Widerstandskraft und der Überlebenswille. Ihre Bücher beschäftigen sich intensiv mit den Schrecken des Holocaust, beleuchten aber auch die zwischenmenschlichen Beziehungen und die Hoffnung, die selbst in den dunkelsten Zeiten Bestand haben kann.

## Rezeption
The Tattooist of Auschwitz wurde 2024 als Miniserie mit Harvey Keitel in der Rolle des Lale Sokolov auf der Grundlage des gleichnamigen Buchs der Autorin, allerdings ohne deren Beteiligung am Drehbuch, verfilmt.

## Schriften (Auswahl)
- The Tattooist of Auschwitz. 2018.

deutsche Übersetzung: Der Tätowierer von Auschwitz. Die wahre Geschichte des Lale Sokolov. Übers. von Elsbeth Ranke. Piper Taschenbuch, München|
- Cilka’s Journey. 2019.

deutsche Übersetzung: Das Mädchen aus dem Lager – Der lange Weg der Cecilia Klein: Roman nach einer wahren Geschichte. Übers. von Elsbeth Ranke.  Piper Taschenbuch, München, 2022.|
- Three Sisters. 2021.

deutsche Übersetzung: Die Schwestern von Auschwitz. Übers. von Elsbeth Ranke. Piper Taschenbuch, München, 2022.

## Auszeichnungen und Ehrungen
- „The Tattooist of Auschwitz“ wurde mehrfach ausgezeichnet,[8] unter anderem mit dem „Specsavers National Book Award“ in der Kategorie „New Writer of the Year“.